# Страхил Гигов
Страхил Андонов Гигов–Андро (на македонска литературна норма: Страхил Гигов) е български активист и югославски комунистически партизанин, народен герой на Югославия.

## Биография
Страхил Гигов е роден през 16 септември 1909 година във Велес, тогава в Османската империя. Става синдикален активист през 1928 година, а през 1929 година се присъединява към ЮКП. Член е на велешкия комитет на ЮКП от 1932 година. Между 1934 и 1936 година лежи в затвор в Сремска Митровица, а от есента на 1939 година е член на Покрайненския комитет на ЮКП за Вардарска Македония. На 14 юли 1939 година заедно с Васил Антевски помага на Георги Шоптраянов да публикува „150 години от Френската революция“.
След разгрома на Кралска Югославия през 1941 година по време на Втората световна война Страхил Гигов и Панко Брашнаров участват във формирането на Българските акционни комитети, които посрещат българската армия. В края на 1941 година е секретар на местния комитет във Велес, а в началото на 1942 година е секретар и на велешкия окръжен комитет. Главен редактор е на вестник „Народен бюлетин“. Признава, че партизанската война в Македония е започнала под натиска на Югославското партийно ръководство, партизаните са се оттеляли при първите неуспехи, автономията на Македония е била отцепване от борбата на Югославия, партията не е смеела да каже, че е югославска, и така се оказва неспособна да ръководи народа. През септември 1942 година повторно е избран за член на новия Покрайненски комитет. Участва в създаването на Македонската комунистическа партия на 13 март 1943 година в Тетово заедно с Кузман Йосифовски – Питу, Цветко Узуновски, Мара Нацева и Бане Андреев. Става член на централния ѝ комитет. На съвещание, проведено в Преспа на 21 декември 1943 година признава, че честните партийни кадри са възприели лозунга на Методи Шаторов, че Вардарска Македония била освободена след разгрома на Кралство Югославия и трябвало да се създава Съветска Македония, дейността му е оставила дълбоки корени в младите партийни членове, увличайки много млади и предани такива. Също така е избран за член на Главния щаб на НОВ и ПОМ и на инициативния комитет за свикването на първото заседание на АСНОМ. Член е също и на АВНОЮ. Приел просръбски възгледи, Страхил Гигов е смятан за един от основните врагове на Методи Андонов Ченто и за организатор на убийството на Кочо Рацин.
След формирането на Социалистическа Република Македония Страхил Гигов влиза в управлението на държавата. Член е на Президиума на АСНОМ, министър на промишлеността и минното дело в първото правителство, член на Федералния изпълнителен съвет на председателството на Ср Македония. През 1946 година е избран за председател на Земския съвет на първия конгрес на Съюза на синдикатите на Македония. Носител е на Партизански възпоменателен медал 1941 година.
Страхил Гигов умира през 1999 година в Скопие.